# 鍋島和哉
鍋島 和哉（なべしま かずや）は、ライブックスグループ代表取締役。総合プロデューサー。

## 人物
ぴよひな・Divaeffectprojectのプロデューサーで、ライブックスグループの代表。ＰＶや番組制作などにも関与する総合プロデューサー。

## 来歴

### 2012年
- studioLIVEX設立

### 2015年
- DivAEffectProject

### 2016年
- DivAEffectProject 2nd